# Troides rhadamantus
Troides rhadamantus är en fjärilsart som först beskrevs av Lucas 1835.  Troides rhadamantus ingår i släktet Troides och familjen riddarfjärilar. Inga underarter finns listade i Catalogue of Life.

## Bildgalleri

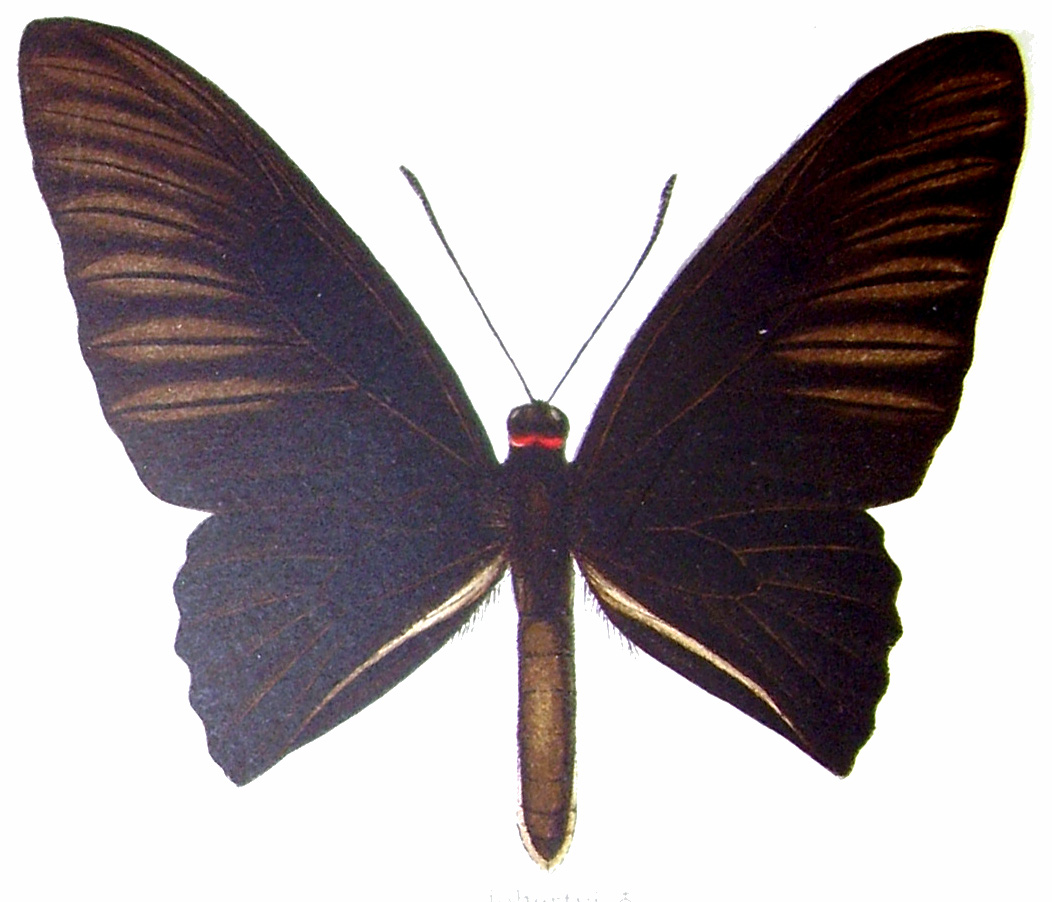
Troides dohertyi
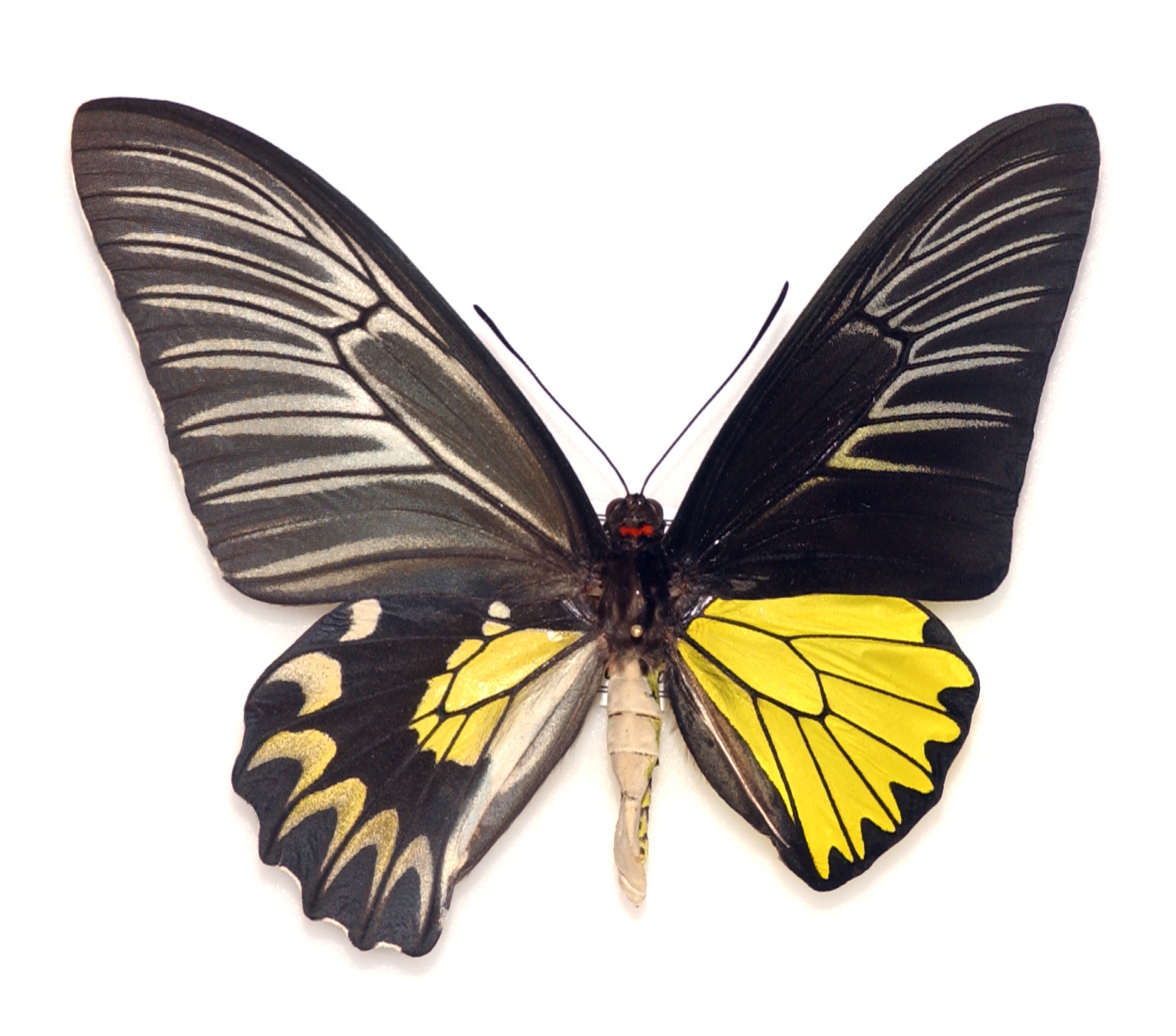
Gynandromorfi (Musée d'histoire naturelle de Lille)